# Werbownia

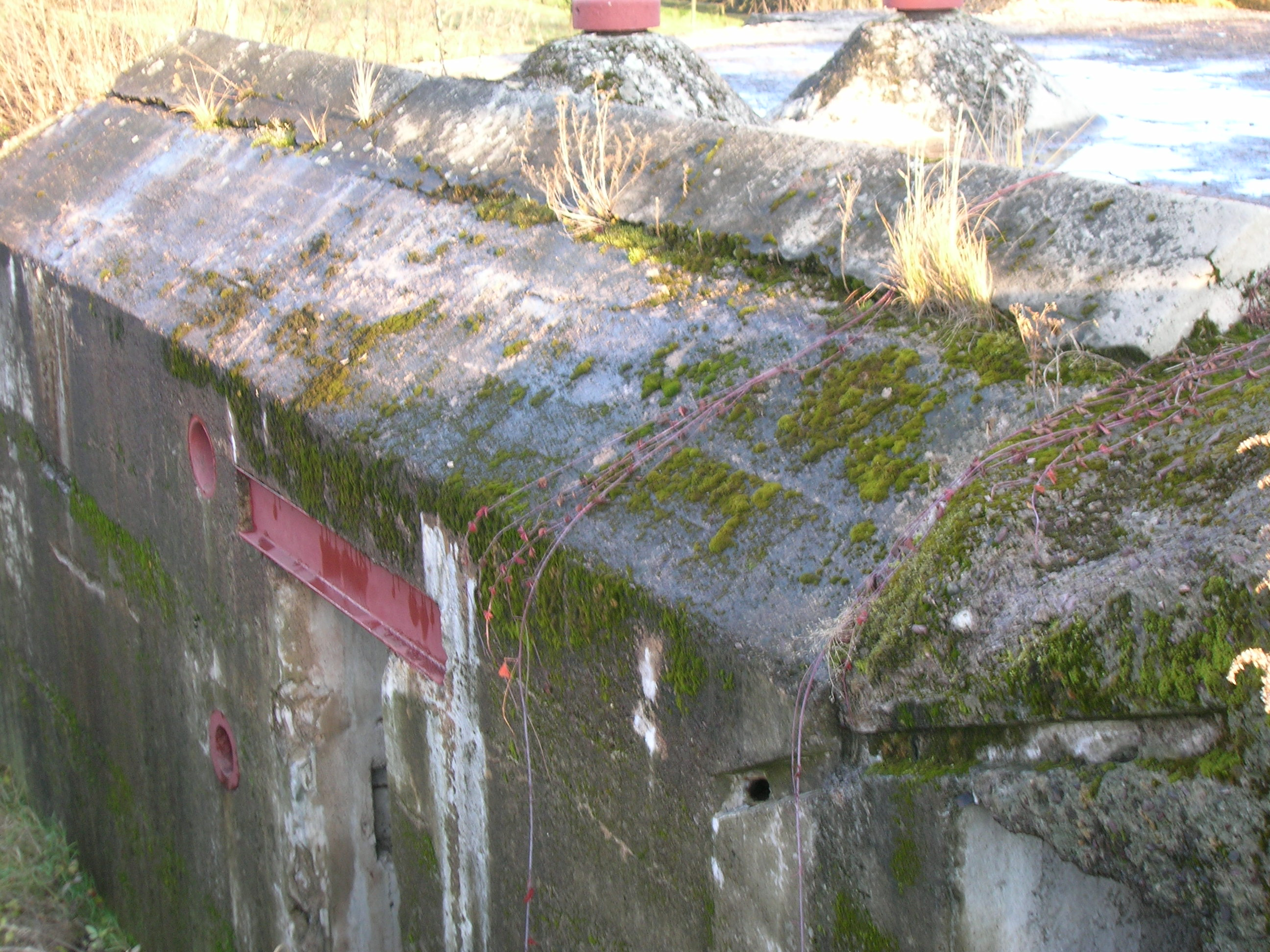
Jeden z bunkrów B-1 Stützpunkt Rudawa na granicy z Młynką

Werbownia – południowy przysiółek miejscowości Rudawa w Polsce położony w województwie małopolskim, w powiecie krakowskim, w gminie Zabierzów, 19 km na zachód od centrum Krakowa i 12 km od jego granic, przy drodze krajowej 79.

## Historia
Od poł. XVI w. coraz bardziej popularna była przestronna, piaszczysta droga przez tę część Rudawy, prowadząca z Krakowa na Śląsk. W 1863 w nieistniejącej już karczmie przy zbiegu drogi z centrum Rudawy był punkt przerzutów ludzi i broni z Galicji do Królestwa.
W czasie II wojny światowej, 1 sierpnia 1944 na terenie powstał jeden z największych hitlerowskich punktów oporu tzw: B-1 Stützpunkt Rudawa z zachowanymi schronami. W 1944 przez przysiółek Niemcy wybudowali bocznicę kolejki wąskotorowej - wówczas na teren Młynki – w celu przewożenia materiałów do budowy umocnień linii oporu, która po II wojnie światowej została zlikwidowana.
W latach 1975–1998 przysiółek należał administracyjnie do województwa krakowskiego.

## Turystyka
Przysiółek położony jest na terenie Wyżyny Krakowsko-Częstochowskiej w Rowie Krzeszowickim – obniżeniu terenu pomiędzy Wyżyną Olkuską a Garbem Tenczyńskim. Przepływa przez nią rzeka Rudawa (północny kraniec przysiółka). Południowa część przysiółka leży na terenie Tenczyńskiego Parku Krajobrazowego.
Na południe od przysiółka znajduje się zalesione wzgórze Chełm, pod północnym zboczem góry znajduje się źródło Graność, a przy drodze do Nielepic – młyn. Przy drodze do Młynki w części Podborze znajduje się źródło Podborze.
Przy drodze krajowej nr 79 umiejscowione są cztery przystanki autobusowe (po dwa z każdej strony jezdni).

## Ulice
- Kalwaryjska, Krakowska, Śląska, Trzaskowskiego, Werbownia.

## Szlak turystyczny
– przez Nielepice do Brzoskwini.